# To the Last Day
To the Last Day (tiếng Hàn Quốc: I Saengmyeong Dahadorok) là phim truyền hình Hàn Quốc năm 1960 đạo diễn bởi Shin Sang-ok. Nó được đề cử vào 12th Berlin International Film Festival và thắng giải Gấu Bạc giải thưởng đặc biệt của giám khảo.

## Diễn viên
- Choi Eun-hee
- Kim Jin-kyu
- Nam Koong Won
- Shin Seong-il
- Kim Hye-jeong

## Liên kết
- To the Last Day trên Internet Movie Database